# Changchun Yatai Zuqiu Julebu
Il Changchun Yatai Zuqiu Julebu (长春亚泰足球俱乐部S, Chángchūn Yàtài Zúqiú JùlèbùP), a volte tradotto come Changchun Yatai Football Club, è una società calcistica con sede a Changchun che milita nella Chinese Super League, la massima serie del calcio cinese. Vanta un titolo nella Chinese Super League ottenuto nel 2007.

## Denominazione[1]
- Dal 1996 al 1998: Changchun Yatai Zuqiu Julebu (长春亚泰足球俱乐部S; Changchun Yatai Football Club)
- Dal 1999 al 2000: Changchun Yatai Xiongshi Zuqiu Julebu (长春亚泰雄师足球俱乐部S; Changchun Yatai Mighty Lions Football Club)
- Dal 2001: Changchun Yatai Zuqiu Julebu (长春亚泰足球俱乐部S; Changchun Yatai Football Club)

## Palmarès

### Competizioni nazionali
- Campionato cinese: 1

2007
- China League One: 2

2003, 2020

### Altri piazzamenti
- Campionato cinese:

Secondo posto: 2009
- China League One:

Secondo posto: 2001, 2005

## Allenatori
- Tang Pengju (1997–98)
- Yin Tiesheng (1999–04)
- Chen Jingang (2004–06)
- Arie Schans (2006–07)
- Gao Hongbo (2007–08)
- Ernst Middendorp (2008)
- Li Shubin (2008–09)
- Shen Xiangfu (2010–11)
- Svetozar Šapurić (2011–2014)
- Dragomir Okuka (2014-)

## Statistiche e record

### Risultati nelle competizioni internazionali
- AFC Champions League: 2 apparizioni

2008: Fasi a Gironi
2010: Fasi a Gironi

## Organico

### Rosa 2025
Aggiornata al 28 gennaio 2025
| N. |                          | Ruolo | Calciatore           |
| -- | ------------------------ | ----- | -------------------- |
| 1  | Cina (bandiera)          | P     | Ci Henglong          |
| 2  | Cina (bandiera)          | D     | Zhang Zijian         |
| 4  | Danimarca (bandiera)     | D     | Jores Okore          |
| 5  | Cina (bandiera)          | D     | Sun Jie (capitano)   |
| 6  | Cina (bandiera)          | D     | He Guan              |
| 9  | Brasile (bandiera)       | A     | Júnior Negrão        |
| 10 | Brasile (bandiera)       | C     | Serginho             |
| 11 | Brasile (bandiera)       | A     | Erik                 |
| 13 | Cina (bandiera)          | A     | Cheng Changcheng     |
| 14 | Cina (bandiera)          | A     | Bai Xuesong          |
| 15 | Cina (bandiera)          | C     | Dilyimit Tudi        |
| 16 | Cina (bandiera)          | D     | Jiang Zhe            |
| 17 | Taipei cinese (bandiera) | C     | Chen Po-liang        |
| 18 | Cina (bandiera)          | A     | Memet-Raim Memet-Ali |
| 19 | Cina (bandiera)          | A     | Hui Jiakang          |
| 20 | Cina (bandiera)          | C     | Zhang Yufeng         |
| 21 | Cina (bandiera)          | D     | Cui Qi               |

| N. |                    | Ruolo | Calciatore     |
| -- | ------------------ | ----- | -------------- |
| 22 | Cina (bandiera)    | C     | Song Ziwenhao  |
| 23 | Cina (bandiera)    | P     | Wu Yake        |
| 24 | Cina (bandiera)    | D     | Yan Zhiyu      |
| 25 | Cina (bandiera)    | C     | Wang Peng      |
| 26 | Cina (bandiera)    | A     | Yang Chaosheng |
| 27 | Cina (bandiera)    | C     | Zhang Li       |
| 28 | Cina (bandiera)    | P     | Shi Xiaotian   |
| 29 | Cina (bandiera)    | A     | Tan Long       |
| 30 | Cina (bandiera)    | C     | Sun Qinhan     |
| 31 | Cina (bandiera)    | D     | Rao Weihui     |
| 32 | Cina (bandiera)    | C     | Li Guangwen    |
| 33 | Cina (bandiera)    | C     | Wang Jie       |
| 34 | Cina (bandiera)    | A     | Tong Yandong   |
| 35 | Cina (bandiera)    | D     | Huang Yijing   |
| 36 | Cina (bandiera)    | D     | Zhang Wenjun   |
| 39 | Cina (bandiera)    | D     | Mao Kaiyu      |
|    | Cina (bandiera)    | D     | Zhang Yu       |
|    | Francia (bandiera) | C     | Wylan Cyprien  |

### Squadra Riserve
| N. |                 | Ruolo | Calciatore    |
| -- | --------------- | ----- | ------------- |
| 41 | Cina (bandiera) | P     | Wang Xiang    |
| 42 | Cina (bandiera) | D     | Li Hong       |
| 43 | Cina (bandiera) | D     | Mou Yanlong   |
| 44 | Cina (bandiera) | A     | Zhao Haoxiang |

| N. |                 | Ruolo | Calciatore  |
| -- | --------------- | ----- | ----------- |
| 45 | Cina (bandiera) | C     | Mou Yiming  |
| 46 | Cina (bandiera) | C     | Wang Fa     |
| 47 | Cina (bandiera) | C     | Wang Mingyu |
| 48 | Cina (bandiera) | C     | Wang Si     |

### Staff Tecnico
- Lee Jang-Soo - Allenatore
- Ren Jiaqing - Assistente allenatore
- Yang Jingdong - Allenatore portieri
- Yu Da - Preparatore atletico